# Qyntel Woods
Qyntel Woods (Memphis, 16 de fevereiro de 1981) é um jogador norte-americano de basquete profissional que atuou na  National Basketball Association (NBA). Foi o número 21 do Draft de 2002.